# Telfer River
Telfer River är ett vattendrag i Australien. Det ligger i delstaten Western Australia, omkring 980 kilometer norr om delstatshuvudstaden Perth.
Omgivningarna runt Telfer River är i huvudsak ett öppet busklandskap. Trakten runt Telfer River är nära nog obefolkad, med mindre än två invånare per kvadratkilometer. Genomsnittlig årsnederbörd är 462 millimeter. Den regnigaste månaden är januari, med i genomsnitt 197 mm nederbörd, och den torraste är augusti, med 1 mm nederbörd.